# Lemonias
Lemonias is een geslacht van vlinders uit de familie van de prachtvlinders (Riodinidae), onderfamilie Riodininae.
Lemonias werd in 1807 voor het eerst wetenschappelijk beschreven door Hübner.

## Soorten
Lemonias omvat de volgende soorten:
- Lemonias albofasciata (Godman, 1903)
- Lemonias caliginea (Butler, 1867)
- Lemonias egaensis (Butler, 1867)
- Lemonias ochracea (Mengel, 1902)
- Lemonias sontella (Schaus, 1902)
- Lemonias stalachtioides (Butler, 1867)
- Lemonias theodora (Godman, 1903)
- Lemonias zygia Hübner, 1807